# Gulripsji (distrikt)
Gulripsji (georgiska: გულრიფშის მუნიციპალიტეტი, Gulripsjis munitsipaliteti) är ett distrikt i Georgien. Det ligger i den autonoma republiken Abchazien i den nordvästra delen av landet.